# Eurovision Song Contest 1956
Eurovision Song Contest 1956 là cuộc thi Ca khúc truyền hình châu Âu thứ 1. Cuộc thi diễn ra ở thành phố Lugano, Thụy Sĩ.

## Chung kết
| STT | Quốc gia   | Ngôn ngữ     | Nghệ sĩ                | Bài hát                           | Vị trí | Điểm số |
| --- | ---------- | ------------ | ---------------------- | --------------------------------- | ------ | ------- |
| 01  | Hà Lan     | Tiếng Hà Lan | Jetty Paerl            | "De vogels van Holland"           | 2      |         |
| 02  | Thụy Sĩ    | Tiếng Đức    | Lys Assia              | "Das alte Karussell"              | 2      |         |
| 03  | Bỉ         | Tiếng Pháp   | Naviband               | "Messieurs les noyés de la Seine" | 2      |         |
| 04  | Đức        | Tiếng Đức    | Walter Andreas Schwarz | "Running on Air"                  | 2      |         |
| 05  | Pháp       | Tiếng Pháp   | Mathé Altéry           | "Le temps perdu"                  | 2      |         |
| 06  | Luxembourg | Tiếng Pháp   | Michèle Arnaud         | "Ne crois pas"                    | 2      |         |
| 07  | Ý          | Tiếng Ý      | Franca Raimondi        | "Aprite le finestre"              | 2      |         |
| 08  | Hà Lan     | Tiếng Hà Lan | Corry Brokken          | "Voorgoed voorbij                 | 2      |         |
| 09  | Thụy Sĩ    | Tiếng Đức    | Lys Assia              | "Refrain"                         | 1      |         |
| 10  | Bỉ         | Tiếng Pháp   | Mony Marc              | "Refrain"                         | 2      |         |
| 11  | Đức        | Tiếng Đức    | Freddy Quinn           | "So geht das jede Nacht"          | 2      |         |
| 12  | Pháp       | Tiếng Pháp   | Dany Dauberson         | "Il est là"                       | 2      |         |
| 13  | Luxembourg | Tiếng Pháp   | Michèle Arnaud         | "Les amants de minuit"            | 2      |         |
| 14  | Ý          | Tiếng Ý      | Tonina Torrielli       | "Amami se vuoi"                   | 2      |         |